# Bunhe
Bunhe (en ucraïnès i en rus Бунге) és una ciutat minera de l'óblast de Donetsk d'Ucraïna, situada actualment a zona autoproclamada República Popular de Donetsk de la Rússia. Depèn del consell municipal de Ienàkieve. El 2019 tenia 13.633 habitants.

## Geografia
La ciutat es troba a 43 km al nord-est de Donetsk i a 5 km a l'est de Ienàkieve, al Donbass.

## Història
La vila fou fundada el 1908 el nom de Bunhe, quan la Companyia Siderúrgica Russo-belga començà a explotar les mines de carbó per abastir la fàbrica Petrovski de Ienàkieve. El 1924, la mina rebé el nom de Iunkom. La vila rebé l'estatus de ciutat el 1965 i arribà a tenir 21.000 habitants el 1974. La ciutat va ser reanomenada com a Iunokomunarivsk el 1965 a 2016.
El 1979 una explosió nuclear subterrània experimental tingué lloc prop de la ciutat, a 900 m de profunditat. La mina de carbó Iunkom quedà tancada el 2001.
La ciutat quedà sota l'autoritat de la República Popular de Donetsk la primavera del 2014.